# Cueva de Hwanseon
La cueva de Hwanseon (en hangul, 환선굴; romanización revisada, Hwanseongul) se encuentra ubicada en la provincia de Gangwon, Corea del Sur. Es una de las cuevas de piedra caliza más grandes de Asia y la más grande de Corea, con 6.2 km de pasajes conocidos y una longitud total estimada de 8 km, 1,6 km de los cuales son visitados por más de 1 millón de personas al año. En 1966, el gobierno surcoreano designó esta cueva y una cueva vecina no abierta al público, la cueva Gwaneum (관음굴), Monumento Nacional 178. Hwanseongul se abrió al público en 1997.

## Características
Situada en una escarpada cordillera kárstica cerca de la ciudad de Samcheok, la entrada de la cueva de 10 m de altura es una agotadora caminata cuesta arriba de 30 a 45 minutos desde la taquilla, aunque también cuenta con un monorraíl que tarda 6 minutos. Una vez dentro, la temperatura varía entre 10 ° y 14 °C. Las paredes arrojan agua de innumerables grietas y filtraciones, que se unen para formar arroyos de buen tamaño, cascadas y diez grandes pozas. Algunas habitaciones de la cueva son vastas, de 100 m de altura, y se han construido puentes a través de los abismos en ellas. Se han dado los nombres fantasiosos habituales a las diversas formaciones, pero la alta tasa de flujo de agua ha impedido la acumulación de muchas estalagmitas o estalactitas.

## Fauna
Existen 47 especies de vida silvestre en la cueva, incluida la salamandra de garras coreana sin pulmones Onychodactylus fischeri, la araña Allomengea coreana, el grillo de cueva Diestrammena asynamora, los milpiés Epanerchodus kimi y Antrokoreana gracilipes, la polilla Apopestes indica y una especie de anfípodo en el género Pseudocrangonyx. Cuatro especies son exclusivas de la cueva Hwanseon, incluido el escarabajo Kurasawatrechus latior.